# Перес, Луис Альберто
Луис Альберто Перес (исп. Luis Alberto Perez; 6 апреля 1978 года, Манагуа, Никарагуа) — никарагуанский боксёр-профессионал, выступающий в легчайшей весовой категории. Чемпион мира во 2-й наилегчайшей (версия IBF, 2003—2006) и легчайшей (версия IBF, 2007) весовых категориях.

## 1996—2005
Дебютировал в ноябре 1996 года.
В январе 2003 года Перес раздельным решением судей победил чемпиона мира во 2-м наилегчайшем весе по версии IBF венесуэльца Феликса Мачадо.
В декабре 2003 года он во 2-й раз встретился с Феликсом Мачадо. На этот раз никарагуанец победил единогласным решением судей.
В апреле 2005 года Перес в 6-м раунде нокаутировал Луиса Болано.

## 2006-05-06Луис Альберто Перес —Дмитрий Кириллов
- Место проведения:  ДиСиЮ Центр, Вустер (штат Массачусетс), США
- Результат: Победа Переса раздельным решением в 12-раундовом бою
- Статус: Чемпионский бой за титул IBF во 2-м наилегчайшем весе (3-я защита Переса)
- Рефери: Джон Заблоки
- Счет судей: Майкл Анкона (115—113 Перес), Дэвид Хесс (114—113 Перес), Пол Бэрри (110—117 Кириллов)
- Вес: Перес 51,90 кг; Кириллов 51,90 кг
- Трансляция: Showtime
- Счёт неофициальных судей: Бад Барт (113—115), Пэт Келли (111—116), Джордж Кимбэлл (112—115) — все в пользу Кириллова

В мае 2006 года Луис Альберто Перес встретился с россиянином Дмитрием Кирилловым. Кириллов доминировал весь бой. В 8-м раунде Перес послал Кириллова в нокдаун. Однако на большее никарагуанца не хватило. Спорную победу раздельным решением отдали чемпиону. Все три неофициальных судьи телеканала Showtime посчитали победителем россиянина.
После этого боя Перес поднялся в легчайший вес.

## 2007
В июле 2007 года состоялся бой за чемпионский титул IBF во 2-м наилегчайшем весе между Луисом Альберто Пересом и Хенаро Гарсией. Перес нокаутировал противника в 7-м раунде.

## 2007-09-29Луис Альберто Перес —Джозеф Агбеко
- Место проведения:  Арко Арена, Сакраменто, Калифорния, США
- Результат: Победа Агбеко техническим нокаутом в 7-м раунде в 12-раундовом бою
- Статус: Чемпионский бой за титул IBF во легчайшем весе (1-я защита Переса)
- Рефери: Дэн Стелл
- Счет судей: Ричард Грин (63—70), Фриц Вернер (63—70), Патрисия Морс Джэрмен (63—70) — все в пользу Агбеко
- Время: 3:00
- Вес: Перес 53,50 кг; Агбеко 53,00 кг
- Трансляция: Showtime
- Счёт неофициальных судей: Рэй Хэки (54—60), Мартин Макнил (55—60), Пэт Уолш (55—60) — все в пользу Агбеко; все оценки после 6-го раунда

В сентябре 2007 года Перес вышел на ринг против ганца Джозефа Агбеко. Агбеко доминировал все раунды, выбрасывая значительное количество точных ударов. В перерыве между 7-м и 8-м раундами врач осмотрел глаза Переса. Доктор сообщил, что зрачки боксёра не отвечали, после чего бой был прекращён.